# Ochodaeus graecus
Ochodaeus graecus es una especie de coleóptero de la familia Ochodaeidae.

## Distribución geográfica
Habita en Grecia.